# Elek
Elek (em alemão:  Elek; em romeno:  Aletea) é uma cidade da Hungria, situada no condado de Békés. Tem 54,91 km² de área e sua população em 2019 foi estimada em 4.513 habitantes.